# Ulviyya Ali
Ulviyya Ali (àzeri: Ülviyyə Əli)  (Göyçay, 13 d'octubre de 1993) és una periodista independent, activista pels drets humans i presa política azerbaidjanesa. Va treballar com a periodista per a Voice of America del 2019 al 2025.
Des del 2012, Ulviyya Ali ha cobert diverses violacions dels drets humans a l'Azerbaidjan al seu compte d'X, cosa que va cridar l'atenció dels mitjans de comunicació internacionals. Les seves publicacions, així com vídeos i fotos, han estat citats i utilitzats en notícies de diversos mitjans.
El febrer de 2025, després que l'acreditació dels corresponsals de Voice of America fos revocada a l'Azerbaidjan, Ali va declarar que continuaria la seva tasca periodística de manera independent. Malgrat la manca d'una plataforma mediàtica per publicar el seu treball, va començar a compartir els seus reportatges a la seva pàgina personal de Facebook i va seguir activa en el periodisme.
Tres mesos més tard, durant la nit del 6 al 7 de maig de 2025, Ali va ser detinguda en relació amb el cas del canal de notícies Meydan TV i va ser empresonada de forma preventiva pel Tribunal de Districte de Khatai del 7 de maig. Ella i altres persones detingudes en el mateix cas van ser acusades en virtut de l'article 206.3.2 del Codi Penal de l'Azerbaidjan, que implica contraban amb acord previ per part d'un grup de persones. Ali va negar els càrrecs, i va afirmar que no estava afiliada al canal de televisió i que ho havia deixat clar quatre mesos abans de la seva detenció. Considera que la seva detenció està vinculada únicament a les seves activitats periodístiques.
Diverses organitzacions locals i internacionals de drets humans han condemnat la seva detenció per motius polítics i han demanat a les autoritats azerbaidjaneses que l'alliberin immediatament.
Des de llavors, es troba detinguda a la presó preventiva de Bakú sota l'autoritat del Servei Penitenciari del Ministeri de Justícia.